# Akrahreppur
Akrahreppur é um município na Islândia. Em 2019 tinha uma população estimada em 210 habitantes.